# Abanoeti
Abanoeti (georgiska: აბანოეთი) är en ort i Georgien. Den ligger i regionen Ratja-Letjchumi och Nedre Svanetien, i den centrala delen av landet. Abanoeti hade 102 invånare år 2014.